# كلية ملكية طبية
في بعض بلدان الكمنولث وأيرلندا، تعرف الكلية الملكية الطبية على أنها هيئة مهنية في شكل كلية ملكية مسؤولة عن تدريب وتطوير واحد أو أكثر من التخصصات الطبية.

## المعايير والإرشادات
وتُكلف الملكية الطبية بوضع المعايير والإشراف على تدريب الأطباء ضمن هذا التخصص، على الرغم من وقوع المسؤولية عن تطبيق هذه المعايير في المملكة المتحدة، منذ عام 2010 على عاتق المجلس الطبي العام.
تندرج معظم الكليات الملكية الطبية في المملكة المتحدة وأيرلندا تحت عضوية أكاديمية الكليات الملكية الطبية، مع كليات الدراسات العليا. تمتلك أكاديمية الكليات الملكية الطبية نفسها كلية واحدة مستقلة - كلية القيادة الطبية والإدارة.

## الدور الدولي
تشارك الكليات الملكية في أنشطة دولية لتحسين الصحة من خلال التعليم والتدريب، مع تنسيق بعض هذه الجهود من قِبَل المنتدى الدولي للجنة أكاديمية الكليات الملكية الطبية. وقد شاركت الكلية الملكية للممارسين العامين بنشاط على الصعيد الدولي لمساعدة أطباء طب الأسرة على الوصول إلى «برامج التدريب والتطوير ذات الصلة بالسياق».

## تاريخ المؤسسات
يمكن للكليات الطبية أن تطلب الرعاية الملكية والإذن باستخدام البادئة الملكية، وعادةً ما يكون لها أيضًا ميثاق ملكي.
وعادةً ما تُستخدم الحروف الموجودة بين قوسين في المؤسسة أو من قبل المؤسسة، على سبيل المثال في الرسائل التالية الاسمية التي تشير إلى العضوية أو الزمالة. تشير التواريخ بين قوسين إلى سنة التأسيس من قبل الميثاق الملكي. قد تعود أصول بعض هذه المؤسسات قبل تأسيسها بسنوات عديدة، على سبيل المثال أصول الكلية الملكية للجراحين في إنجلترا يمكن أن تُعزى مباشرةً إلى نقابة الجراحين في مدينة لندن في القرن الرابع عشر.
لم تندرج بعض المؤسسات التي لها وظائف مماثلة هنا: إذ ربما قد لا يكون لديهم ميثاقًا ملكيًا أوليسوا أعضاءًا في أكاديمية الكليات الملكية الطبية، على سبيل المثال الكليات الأيرلندية للتخدير، وكلية الممارسين العامين، وكلية أطباء العيون وكلية الأطباء النفسيين.
كلية الجراحين الملكية بإدنبرة RCSEd, 1778
- كلية الجراحين الملكية بإنجلترا
- الكلية المشتركة بين الكليات لطب العناية المركزة (بشكل مستقل عضو في أكاديمية الكليات الملكية الطبية)
- كلية رعاية ما قبل المستشفى
- كلية بين الرياضة والرياضة (عضو مستقل في أكاديمية الكليات الملكية الطبية)
- كلية المتدربين الجراحية

كلية الأطباء الملكية (RCP, 1518)
- كلية الطب الشرعي والقانوني (عضو مستقل في لجنة أكاديمية الكليات الملكية الطبية)
- كلية الطب المهني (بشكل مستقل عضو في أكاديمية الكليات الملكية الطبية)
- كلية الطب الصيدلي (عضو مستقل في أكاديمية الكليات الملكية الطبية)
- كلية الصحة العامة بين الكليات (مستقل عضو في أكاديمية الكليات الملكية الطبية)
- كلية طب الرياضة والعلاج الطبيعي (عضو مستقل في أكاديمية الكليات الملكية الطبية)
- الكلية المشتركة بين الكليات لطب العناية المركزة (بشكل مستقل عضو في أكاديمية الكليات الملكية الطبية)

كلية الأطباء والجراحين الملكية في جلاسكو (RCPSG, 1599)
- كلية طب الأسنان
- كلية الطب
- كلية طب طب الأطفال
- كلية بين الطب الصيدلي (عضو مستقل في أكاديمية الكليات الملكية الطبية)
- كلية الصحة العامة بين الكليات (مستقل عضو في أكاديمية الكليات الملكية الطبية)
- كلية الجراحين
- كلية الطب الاستوائي
- الكلية المشتركة بين الكليات لطب العناية المركزة (بشكل مستقل عضو في أكاديمية الكليات الملكية الطبية)

الكلية الملكية لأطباء أيرلندا (RCPI, 1654)
- كلية أطباء التخدير في أيرلندا وجمعية العناية المركزة في أيرلندا
- كلية الطب المهني
- كلية طب الأطفال
- كلية علم الأمراض
- كلية الطب العام
- كلية الرياضة والطب الرياضي
- معهد التوليد وأمراض النساء

كلية الأطباء الملكية في إدنبرة (RCPE, 1681)
- كلية الطب الصيدلي (عضو مستقل في أكاديمية الكليات الملكية الطبية)
- كلية الصحة العامة بين الكليات (عضو مستقل في أكاديمية الكليات الملكية الطبية)
- الكلية المشتركة بين الكليات لطب العناية المركزة (عضو مستقل في أكاديمية الكليات الملكية الطبية)

كلية الجراحين الملكية في أيرلندا (الميثاق الملكي للجراحين، 1446، أول تأسيس ملكي طبي في بريطانيا أو أيرلندا؛ 1784)
- كلية طب الأسنان
- كلية مشتركة لطب العناية المركزة في ايرلندا (مشتركة مع رسيبي، كلية أطباء التخدير في ايرلندا وجمعية العناية المركزة في ايرلندا)
- كلية التمريض والقبالة
- كلية الأشعة
- كلية طب التمارين الرياضية
- معهد القيادة

كلية الجراحين الملكية بإنجلترا (RCS, 1800)
- كلية الجراحين الملكية بإنجلترا
- كلية طب الأسنان العام
- الكلية المشتركة بين الكليات لطب العناية المركزة (عضو مستقل في أكاديمية الكليات الملكية الطبية)

الكلية الملكية للأطباء والجراحين (كندا) (RCPSC, 1929)
الكلية الملكية لأطباء النساء والتوليد (RCOG, 1930)
- كلية الرعاية الصحية الجنسية والإنجابية(عضو مستقل في أكاديمية الكليات الملكية الطبية)

الكلية الملكية للممارسين العامين (RCGP, 1952)
الكلية الملكية الأسترالية للممارسين العامين (RACGP, 1969)
الكلية الملكية لعلماء الأمراض (RCPath, 1970)
الكلية الملكية للأطباء النفسيين (RCPsych, 1971)
الكلية الملكية للأشعة (RCR, 1975)
- كلية الأورام السريرية
- كلية الأشعة الإشعاعية

الكلية الملكية الأسترالية لأطباء العيون (RANZCO, 1977)
كلية نيوزيلندا الملكية للممارسين العامين (RNZCGP, 1979)
الكلية الملكية لأطباء العيون (RCOphth, 1988)
الكلية الملكية لأطباء التخدير (RCoA, 1992)
- كلية طب الألم
- الكلية المشتركة بين الكليات لطب العناية المركزة (عضو مستقل في أكاديمية الكليات الملكية الطبية)

الكلية الملكية لطب الأطفال وصحة الطفل (RCPCH, 1996)
- الكلية المشتركة بين الكليات لطب العناية المركزة (عضو مستقل في أكاديمية الكليات الملكية الطبية)

الكلية الملكية لطب الطوارئ (RCEM, 2006)
- الكلية المشتركة بين الكليات لطب العناية المركزة (عضو مستقل في أكاديمية الكليات الملكية الطبية)

## وصلات خارجية
- Academy of Medical Royal Colleges